# Логика
Логика (гр. logiké = проза, вештина која се односи на речи и њихову употребу у закључивању и доказивању) је грана филозофије која изучава идеалне методе мишљења и испитивања; унутрашње и спољно посматрање, дедукцију и индукцију, образовање хипотеза и експеримент, анализу и синтезу. Дакле, ово је наука o формалним условима, принципима и правилима исправног, коректног мишљења. Логика представља вештину и методу правилног мишљења. Она је „логија“ или метода сваке науке, сваког учења и сваке уметности (музике на пример). Дефинише се као наука зато што се процес правилног мишљења може, као код физике и математике, свести на законе и њих може научити сваки човек; она је вештина зато што вежбањем човек стиче сигурност у своје мишљење.
Људско мишљење садржи све оно што човек мисли и тај садржај је изузетно разноврстан и велик. Мишљење је рефлексија бесконачног универзума феномена и процеса, укључујући и сам процес мишљења. Форме или облици садржаја мишљења, односно начин испољавања мишљења, уједно су и основни елементи или главне категорије логике: појам , суд и закључак. Логика је, по свом садржају, систематско проучавање тврдњи (судова, аргумената) и њихових веза са закључком. Логички исправна тврдња је она код које постоји логичка основа која повезује претпоставку из тврдње са закључком и потврђује је.
Осим наведених, научна логика користи се и другим појмовима, између осталих, то су: дефиниција, спецификација, научна чињеница, научни проблем, научно откриће, дистинкција (разлика), дескрипција (опис), експланација (образложење), предвиђање, доказ, оповргавање, проблем, хипотеза (претпоставка), теорија, закон (правило), верификација (потврђивање). Јасно је да се многи од ових појмова користе и у другим наукама, са идентичним или сличним значењем и применом.
У оквиру логике примењују се различите методологије резоновања: дедукција, која се од времена класичне логике сматрала као једина валидна метода, индукција, која је и даље предмет критика и абдукција (латински: abductio - одвођење), коју ревалоризује филозоф Чарлс Сандерс Перс.

## Увод
Логика се не бави посебним подручјима стварности; она истражује процес(е) којим се долази до сазнања о стварности уопште и то је чини филозофском науком. Дакле, логика утврђује законе којима се долази до истине. У односу на схватање појма истине издвојиле су се формална логика и садржинска (конкретна) логика - прва се бави објективном истином и третира мишљење на формалан начин а друга се бави формалним правилима и третирањем правила мишљења на конкретан (садржински начин).
Грчки филозоф Аристотел из IV века п. н. е. се сматра оснивачем европске логике, он је поставио одличан темељ овој науци и први је користио варијабле за представљање логичких израза. У средњем веку се Аристотелова дедуктивна логика само надограђивала, све до XVII века, када енглески филозоф Франсис Бејкон уводи нову, индуктивну логику. У XIX и XX веку развија се симболичка логика, на почетку је била само развијенији облик дедуктивне логике, а касније је обухватила и индуктивну логику. Ова логика је шира и егзактнија од традиционалне. Симболичкој логици је претходила математичка логика, њој је непосредно претходио рад Лајбница, а истакнути представници су били Рудолф Карнап, Бертранд Расел, Алфред Тарски и др. Ова логика користи посебан систем знакова (слично математичким) са стриктно одређеним значењима. Ипак, овакав систем је ограничен у примени на сложеним појавама изражене динамике, као што су природне и друштвене појаве.
Са Хегелом, који је први дао формулацију правила дијалектичког мишљења, развија се дијалектичка метода која је значајно погоднија за третирање таквих појава зато што увек разматра и посебности датих ситуација. Ипак, његова логика је остала у оквиру идеализма а материјалистичку интерпретацију добија у радовима марксиста (нпр. Марксов Капитал садржи изражену примену дијалектичке логике). Логика није нормативна наука, али познавање форми мишљења и логичких закона помаже јаснијем и правилнијем изражавању као и проналажењу грешака у властитом и туђем мишљењу. Што се тиче односа психологије и логике, уочава се разлика у опсегу проучавања: психологија се бави свим психичким, интелектуалним, емотивним процесима и процесима воље док је логика усмерена само на форме истинитог и правилног мишљења.
Логика се у одређеним круговима посматра као део филозофије, а у другим као посебна наука. Представници онтолошке логике заступају становиште према којем су сви филозофски проблеми у основи онтолошки тако да ни логика није могућа као одвојена наука. Код гносеолошке логике заступа се мишљење да је логика дисциплина која се бави искључиво формалним условима спознаје и као таква само је део теорије спознаје која третира спознају у њеној укупности. Антропологизам у логици сматра да је мишљење део човекових активности па је према томе логика, која се бави човековим мишљењем, део антропологије. Лингвистички правац у логици налаже да нема мисли без језика, па је зато логика само практична примена лингвистике или њен део. Свим овим мишљењима супротан положај заузима схватање присталица чисте логике који наглашавају да логика не проучава реална дешавања (нпр. психичке процесе), већ идеалне појаве - мисли, а њима се не бави ниједна друга наука.
Не постоји општа сагласност о опсегу и предмету истраживања логике. Према традиционалном учењу, логика се бави класификацијом аргумената, систематског подвргавања логичких форми свим валидним аргументима, те проучавањем парадокса и логичких грешака (заблуда, неистина). Током историје логика се проучавала у оквиру филозофије (од античког доба), математике (од средине XIX века), а у XX и XXI веку, логика је важан део лингвистике, психологије, рачунарства и других интелектуалних активности.

## Подела
Разликују се:
- Бивалентна логика је логика која садржи само две истиносне вредности: истинито и лажно.
- Модална логика за разлику од класичне прихвата модалне операторе. Модални оператор је пропозиционални оператор који није функтор истине, него појмова као што су могућност, контингентност, немогућност, нужност.
- Модерна логика, за разлику од класичне, аристотеловске, уводи нове типове логичких веза и строге поступке аксиоматизације, формализације и симболизације.
- Поливалентна логика за разлику од класичне, бивалентне, прихвата више од две истиносне вредности.
- Формална логика описује форме систематског исправног мишљења: појам, суд, закључак (силогизам). Израз се најчешће употребљава као ознака за традиционалну, аристотеловску логику.
- Хегелова логика, за разлику од аристотеловске, заснована је као синтеза традиционалне логике, гносеологије и онтологије, па су у њеним оквирима сви принципи аристотеловске логике ревидирани и приказани само као празне форме „разумског мишљења“. Она се понекад неадекватно поистовећује c дијалектиком.
- Логички принципи, уобичајени назив за четири основна принципа или „закона“ коректног мишљења: принцип идентитета (лат. principium identitis), принцип противречности (лат. principium contradictionis), принцип искључења трећег или средњег (лат. principium exclusi tertii sine medii), принцип довољног разлога (лат. principium rationis sufficientis). Прва три принципа у основи је наговестио Аристотел, a четврти потиче од Лајбница.
- Класична логика је уобичајени назив за логику конституисану на основу Аристотелових логичких списа, бивалентна, подразумева три темељна принципа: идентитета, непротивречности и искључења трећег.
- Некласична логика је општа ознака за модалну, поливалентну и ослабљену логику.

## Почеци логике, Античко доба
Почеци логике везују се за старе цивилизације, од оних насталих на тлу Индијског потконтинента, преко Кине до Грчке. Аристотел је први успоставио логику као филозофску дисциплину доделивши јој фундаменталну улогу у филозофији. Аристотел је у свом делу Органон (инструмент, оруђе) детаљно и на систематичан начин испитао облике мишљења и одредио правила с којим мишљење мора бити усаглашено. Сам Аристотел није користио назив логика, овај назив у ширу употребу уводе стоици у раном III веку п. н. е. Они су својом филозофијом донели нови, унификовани поглед на свет који су тумачили уз помоћ три основне дисциплине: логике, монистичке физике и натуралистичке етике.
Појам (грчки): λογικός (loghikòs) је кориштен у античкој филозофији још од времена Хераклита и Зенона, преко софиста до Платона, и то у генеричком смислу: оно што се односи на (грчки): λόγος" (logos), са вишеструким значењем „разум“, „дискурс“, „закон“ и сл. У стоичкој школи појмови (грчки): ἡ λογική (τέχνη) (e loghiké tékne), τὰ λογικά (tà loghikà) добивају техничко значење: „теорија просуђивања и знања“ које се односи не само на гносеологију (теорија спознања, епистемологија) већ и на формалну структуру мишљења.
Аристотел је логику поставио на систематичан начин; за њега, она се подудара са методом дедукције, јединим методом, како је сматрао, који поседује потребну и стриктну последичност која је очигледна у силогизму (дедуктивни закључак са две премисе и конклузијом (закључком)). Пример:
- Сви људи су смртни.
- Сократ је човек.
- Дакле, Сократ је смртник.

Ипак, Аристотелова логика остаје само оруђе које само по себи не може аутоматски отворити пут ка истини. Истина зависи од премиса које формулише интелект, он интуицијом долази до спознаје универзалних концепата из који логика доноси само формално исправне закључке, од општих ка посебним.

## Логика у Средњем веку до модерног доба
Током средњег века Аристотелове формулације су се допуњавале и додатно систематизовале. У делу Novum Organum, Франсис Бејкон је покушао да изгради нову методологију темељену на индукцији, а да логику представи као инструмент за научно истраживање.
Рад на овим питањима наставио је Рене Декарт, који је покушао да утврди да ли типичан ригорозни математички дискурс може постати темељ сваког знања, укључујући и оно филозофско. Томас Хобс, такође на пољу математике, сматрао је да је логика комбинација знакова и правила. Готфрид Лајбниц и његови следбеници покушали су да обједине комплекс логичко-лингвистичких структура у један универзални научни језик, односно, „симболичку и комбинаторичку логику“.
У XVIII веку дати су значајни доприноси развоју савремене логике. Имануел Кант, у Критици чистог ума, дефинисао је трансценденталну логику као део опште логике која се бави начином на који се људско знање може применити на емпиријске концепте, односно, како наука може помоћи људској спознаји. Кант је разликовао две врсте логичких хипотеза: аналитичке и емпиријске. Прве не могу бити контрадикторне, а друге су констатације. Ипак, ни једна од њих није била у могућности да побољша људску спознају о свету, јер аналитичке хипотезе нису давале додатну спознају премисама, а емпиријске нису имале универзални карактер. Зато је Кант предложио трећи тип хипотеза: (a priori) синтетичке у које је поново увео математичке хипотезе.
Готлоб Фреге је касније показао да аритметика води до суште логике, јер је сачињена од чисто аналитичких хипотеза. И други научници из Бечког круга су критиковали постојање а приори синтетичких судова. Хегел је затим одбацио оне филозофије које су у темеље логике постављале интуицију надразумске природе и претворио је дедуктивну методу у спирални поступак који на крају сам себе оправдава. Такав дијалектички систем сматра се супериорнијим од оног класичног.

## Савремена логика
У другој половини XIX века логика се враћа проучавању формалних аспеката језика, дакле, формалној логици, и натуралистичким методама, што је допринело развоју математичке логике. Са модерном физиком, односно, квантном механиком, прелази се из логике Аристотела, тј. принципа искључења трећег (или средњег; лат. principium esclusi tertii sine medii) у логику Хераклита (антидијалектика) која принцип неконтрадикторности мења за принцип комплементарне контрадикторности: један квант истовремено и јесте и није, чиме се илуструје супротстављена дуалност једне те исте реалности (то је случај код честичног (корпускуларног) и таласног (ондуларног) аспекта материје).
Овај концепт, који представља прави парадокс појавних облика стварности, најавио је Хераклит: „Улазимо и не улазимо у исту реку, ми и јесмо и нисмо“
Значајан допринос на пољу формалне математичке логике дао је Курт Гедел. Он је својим теоремама показао да ако је неки формални систем логички кохерентан, његова неконтрадикторност се не може демонстрирати из самог логичког система. Смисао Геделовог открића је остао предмет расправе: са једне стране сматра се да његова теорема дефинитивно негира могућност долажења до математичких истина у које се може имати апсолутно поверење, а са друге стране, да је парадоксално показао да је потпуност (комплетност) једног система управо то, јер се не може демонстрирати: У супротном случају, ако један систем може демонстрирати сопствену кохерентност онда није кохерентан. Гедел је био уверен да уопште није разложио конзистенцију логичких система, које је увек сматрао за реалне функције са пуном онтолошком вредношћу, и да се чак и његова теорема непотпуности (некомплетности ) одликује објективношћу и логичком строгоћом. Објашњавао је да формулација којом се тврди њена недоказивост унутар једног формалног система, управо као таква истинита, зато што се не може ефективно демонстрирати.
Гедел је интерпретирао своје теореме као потврду платонизма, филозофске струје која тврди да постоје истините формуле које се не могу демонстрирати, дакле, да се појам истине не може редуковати тако да се може демонстрирати. У складу са овом филозофијом, био је уверен да се истина, нешто што је објективно (независно од конструкција које се граде демонстрирањем теорема), не може дати као закључак на крају било којег следа демонстрација, већ искључиво на почетку. Слично Пармениду, конципирао је „формалну“ логику као неодвојиву од „суштинског“ садржаја: „Не видим разлог зашто би требало да имају мање поверења у овај тип перцепције, дакле, у математичку интуицију, у односу на чулну перцепцију, која нас уводи у креирање теорија у физици и за очекивати је да ће се будући чулни осећаји ускладити са њом...“ (Курт Гöдел)

## Логичка форма
Логика се сматра формалном када анализира и представља форму било којег валидног аргумента (тврдње, суда). Форма аргумента се изражава формалном граматиком и симболиком логичког језика како би се његов садржај могао употребити у формалном закључивању. Једноставније речено: реченице из обичног језика се преводе у језик логике. На овај начин се представља логичка форма аргумента. Она је неопходна јер се реченице у обичном језику јављају у великом броју различитих форми и степена сложености па њихова употреба у закључивању није практична. У првом реду, потребно је занемарити граматичке карактеристике које нису релевантне за логику (нпр. род и деклинација), заменити везе које нису потребне у логици (као „али“) са логичким везама као што је нпр. „и“ и заменити неодређене или двосмислене логичке изразе („било који“, „неки“ итд.) са стандардним изразима (као што је „сви“, или универзалним квантификатором „∀“). Даље, одређени делови реченице се морају заменити шематским знаковима (словима). Тако се, на пример, изразом „свако А је Б“ исказује логичка форма заједничка реченицама „сви људи су смртни“, „сви пси су месоједи“, „сви Грци су филозофи“ и тако даље. Фундаментални значај концепта форме у логици је препознат од античког доба. Аристотел је први користио варијабле како би представио валидне закључке. Фундаментална разлика између модерне формалне логике и традиционалне (или аристотеловске) логике, налази се у различитим анализама логичке форме реченица. Модерни начин је сложенији и свеобухватнији, јер аристотеловска логика није могла успешно рендеровати реченице са комбинацијом различитих квантификатора (нпр. „сви“ + „неки“); Аристотел је дозвољавао утицај само једног квантификатора на закључак. Међутим, као што је и у натуралном (природном, обичном) језику лингвистички неопходно препознавање рекурзивних реченичних структура, тако је и логици потребна рекурзивна структура логичких израза.

## Семантика
Валидност логичког аргумента (тврдње, суда) зависна је од значења или семантике реченица које чине логички израз, из овог разлога логика се мора бавити и семантиком, дакле, значењем. Аристотел је у Органону и нарочито у спису О тумачењу, дао семантички оквир који је у XIII и XIV веку развијен у сложену у софистиковану теорију – теорију супозиције. Вилијам Окамски је дао свеобухватан преглед услова који су потребни и довољни да би једноставна реченица била истинита и како би показао који аргументи су валидни (ваљани), а који нису. Међутим, у XV и XVI веку занемарује се и губи проницљивост семантичког аспекта логике. Семантика се дефинисала само као релација између идеја у раном модерном добу. Истина или неистина нису ништа више од слагања или неслагања идеја, али из тога тако произилазе очигледне тешкоће. Џон Лок, уочивши овај проблем, направио је разлику између 'праве' истине, у којој наше идеје 'стварно постоје', и 'имагинарне' или 'вербалне' истине у којој су наше идеја, као Харпије или Кентаури који постоје само у нашем уму.
Овакво размишљање је у XIX веку доведено до крајности, у психологији и социологији познат као психологизам; сматра се да је то била веома ниска тачка у развоју логичке мисли. Модерна семантика је у одређеној мери сличнија средњовековном учењу, јер је одбацила психолошке услове истинитости. Ипак, увођење квантификатора је било потребно да би се решио проблем вишеструке уопштености, а тиме се анализа 'субјекат-предикат' на којој се средњовековна семантика темељила показала неприменљивом. Главни модерни приступ, који се бави значењем различитих делова израза, репрезентативан је у семантичкој теорији истине Алфреда Тарског код којег се, у крајњој анализи, долази до закључка да је исказ „снег је бео“ истинит онда и само онда ако је снег бео.
Један од фундаменталних концепата теорије модела је модел теоретске семантике. Интерпретација код овог модела састоји се од два дела. Један део детаљно приказује карактеристичне догађаје, особине и односе за дату ситуацију, приказану моделом. Чињеница је да људска бића нешто исказују како би дала информацију о одређеној ситуацији. Иако се значење реченице може одредити и када не познајемо конкретну ситуацију под условом да познајемо услове њене истинитости, информација из реченице се не може пренети, ако није повезана са личностима, предметима и релацијама између њих.
Други део теорије наводи правила за интерпретацију израза објектнога језика у односу на било који арбитраран модел. Теоријом модела спецификују се истиносни услови реченица објектнога језика. Истиносни услови спецификовани теоријом модела важе независно од појединачног модела, а појединачне реченице се могу интерпретирати само у односу на неки модел.

## Закључивање
Закључивање се не треба мешати са импликацијом. Импликација се налази у реченицама типа 'ако је p онда је q', и оне могу бити истините или неистините. Услов истинитости таквих импликација: неистините су ако је претходник p истинит, а следбеник q неистинит, а у сваком другом случају су истините. Закључак се састоји од двије одвојене тврдње израза 'p, дакле q'. Закључак није истинит или неистинит, већ је валидан или није. Ипак, постоји веза између импликације и закључка: ако је импликација 'ако је p, онда је q' истинита, онда је закључак 'p дакле q' валидан. Филон Александријски је ово приказао у привидно парадоксалној формулацији 'ако је дан, онда је ноћ' - она је истинита само док траје ноћ, према томе, закључак 'дан је, дакле, ноћ је' је валидна ноћу али не и дању. Теорија закључивања или последица је систематично развијана у Средњем веку а нарочито су заслужни Вилијам Окамски и Волтер Барли. Специфична је управо за Средњи век и зато је претежно кориштена терминологија заснована на латинском језику.

## Логика и херменеутика
Ј. К. Данхауер је у XVII веку употребио херменеутику као правило и методе потребне за тумачење Свете Књиге у свом делу Света херменеутика или Метода тумачења светих текстова. Закони које је представио су били потенцијално корисни свим наукама и знањима који се темеље на тумачењу писане речи.
Слобода и ширина којом се херменеутика одликовала дали су јој положај темељне науке и статус који је имала и логика. Ипак, логика се бави проучавањем исправности судова (аргумената, тврдњи) и логика је алат којим се спречавају грешке а херменеутика је фундаментална наука и алат којим се долази до значења текста, онога што је написано, и разумевање значења које је аутор желио пренети, дакле, херменутику нужно не интересују логичка истинитост и тачност. Истина коју херменеутика примарно настоји утврдити је оно значење којег је аутор желио пренијети својим текстом. Стварна и логичка истинитост значења текста и судови садржани у њему су секундарни за херменеутику. Дакле, у првој фази проучавања текста треба открити његово значење (уз помоћ херменеутике) а у другој фази може се разматрати његова истинитост или неистинитост (ослањајући се на логику).
Јасно је да логичка анализа захтева блиску везу са херменеутиком. Херменеутика је XVII и XVIII веку са логиком заиста и била саживела; херменеутика је за интерпретацију била њена логика и метода. Сматрало се да се уз исправне методе и логику размишљања може разумом спознати сва истина и стварност света, будући да разум може (има ту способност, потенцијал) схватити филозофску истину а да људско знање може открити мистерије Nature. Проналажењем исправних метода интерпретације и припадајуће логике уклањају се све препреке које стоје на путу тумачења и разумевања писане речи.
Јохан Мартин Хладениус (1710—1759) је у своме раду поставио одређена питања која су била тема расправа у херменеутици и током наредна два века. Увео је питање интерференција које се јављају у интерпретацији због могућности мешања перспективе интерпретатора у процес тумачења. Хладениус је одвојио теорију интерпретације од логике, односно, општу херменеутику је утемељио као помоћну науку за људско знање, што је логика већ била. Георг Фридрих Мајер (1718—1777) био је уверен да ниједан тумач не може боље проценити намеру аутора од самог аутора, према њему, најбољи тумач текста, и значења које је било циљ писања, је сам аутор. Ипак, даље тврди: „Човек је ограничено биће, њега могу варати и он може бити преварен, па се из херменеутичке истинитости значења не може извести његова логичка, метафизичка или морална истинитост“.

## Логика и рачунарство
Логика има фундаменталну улогу у рачунарству а посебно су важне рекурзивна теорија, модална логика и теорија категорија. Рачунарска теорија се темељи на концептима које су поставили, између осталих, Алонзо Черч и Алан Тјуринг. Черч је указао на постојање нерешивих алгоритамских проблема, а Тјуринг је први темељно анализирао оно што се може назвати математичком процедуром, а Гедел је устврдио да је Тјурингова анализа „савршена“. Логика и рачунарство се преклапају у неколико теоретских подручја:
- Геделова теорема о непотпуности доказује да било који логички систем који је довољно моћан да карактеризује аритметику садржи изразе који се не могу доказати као истинити или неистинити у том истом систему. Ово се директно односи на могућност доказивања потпуности и исправности софтвера[39]
- Проблем оквира (Frame problem) је темељни логички проблем који се мора превазићи приликом креирања вештачке интелигенције.[40]
- Теорија категорија представља математичко стајалиште које наглашава односе између структура. У блиској је вези са многим аспектима рачунарства, нарочито у програмским језицима.[41] Теорија категорија се такође односи и на формалну анализу и трансформацију усмерених графикона а примењује се у програмским језицима и компајлерима[42]

## Другачије концепције логике
Логика је настала из настојања да се аргументација учини коректном. Постоје тврдње у модерној логици да се логичко проучавање треба искључиво односити на аргументе који произлазе из одговарајућих општих облика закључивања. На пример, каже се да логика не обухвата добро резоновање у целини. Она се више односи на закључке чија валидност се може пратити до формалних обележја представа које су део тог закључка, било да се ради о лингвистичким, менталним или другим представама. Насупрот томе, Имануел Кант је тврдио да се логика треба посматрати као наука о судовима; ову идеју је пригрлио Готлоб Фреге, у својим радовима из филозофије и логике. Међутим, његов рад није јасно одређен, јер се бави и законима мишљења и законима истине, дакле, третира логику у контексту теорије разума и у оквиру проучавања апстрактних формалних структура.

## Категорије и појмови

### Појам
Појам је у логици, мисао о бити (суштини) онога о чему мислимо, односно, о битним карактеристикама онога о чему мислимо. Код појма разликујемо: садржај, обим и досег. Садржај чине битне карактеристике неког појма, односно, оно што нешто чини оним што јесте. Нпр. садржај појма „човек“ је тај да је човек свесно биће, и та чињеница да је човек свесно биће чини човека оним што јесте. Обим неког појма чини скуп нижих појмова на које се тај један појам односи. Нпр. обим појма „човек“ је тај да се људи могу разврстати у категорије по расама, државама и друго. Досег је број појединачних предмета на које се један појам односи. Нпр. појам „човек“ обухвата седам милијарди људи. Обим и садржај појма су обрнуто пропорционални када се ради о појмовима исте врсте или рода. Ако је широк обим узак је садржај и обрнуто.

### Суд
Суд (суђење, тврдња, тврђење, аргумент) је веза између два појма којим се по основу међусобног односа та два појма нешто тврди. Суд може имати само две истиносне вредности које су могуће, може бити истинит или неистинит. Судови се могу разврстати према квантитету, квалитету, релацији (односу, вези) и модалитету. Квантитативни судови могу бити општи и посебни, квалитативни могу бити афирмативни (потврдни) и одречни док се судови према релацији деле на категоричке, хипотетичке и дисјунктивне (раздвајајуће).

### Закључак
Закључак је сложена структурисана мисао која се састоји од најмање два или више судова од којих један следи из једног или више других судова. У закључку разликујемо судове од којих полази поступак закључивања и суд до којег се дође поступком закључивања. Судови од којих полази поступак закључивања називају се премисе. Суд до којег се дође поступком закључивања назива се конклузија. Закључак или конклузија неког аргумента поседује карактеристику ваљаности (валидности). Ако је закључак ваљан, тада нужно следи из претходно наведених премиса. Ако закључак није ваљан, тада он није нужна последица премиса, односно, не следи нужно из истих. Од његове ваљаности зависи ваљаност целог аргумента. Закључци који се темеље на само једној премиси или када следе директно из две премисе зову се непосредни закључци. Закључци који су посредни деле се на дедуктивне, индуктивне и аналогијске.
- Дедукција је метода којом се закључци изводе из општих значења премиса према посебном значењу закључка.
- Индукција је логичка метода којом се закључци доносе идући од посебних значења премиса према општем значењу закључка.
- Аналогијски закључци могу се изводити од посебних значења премиса према посебном значењу закључка и од општих значења премиса до општих значења закључка.[4]

### Дефиниција
Дефиниција је једна од основних метода сазнања. То је суд којим се недвосмислено одређује садржај неког појма.
- Појам који дефинишемо се назива .
- Појам којим се дефинише се назива .

### Доказ
Истинитост неке тврдње се утврђује поступком који се зове доказивање а логичка форма (облик) која произилази из тог поступка зове се доказ. Доказ мора садржавати барем два елемента: тезу, чија се истинитост доказује и аргумент (разлог) на темељу којег се дефинише истинитост тезе.

### Аксиом
Аксиом или постулат, према дефиницији у класичној филозофији, је тврдња (у математици се често приказује у симболичком облику) која је евидентна или добро успостављена, те која је прихваћена без контроверзи или питања. У логици или у математици аксиом може бити кориштен као премиса или почетна тачка за даље резоновање или аргументе. Реч долази из грчког језика, од axíōma - оно што се сматра достојним или способним' или 'оно што је само по себи истинито. Према употреби у модерној логици, аксиом је једноставно премиса или почетна тачка расуђивања. Без обзира да ли је смислено (и, ако је тако, шта то значи) за аксиом, или било коју математичку тврдњу, да буде „тачна“ је централно питање у филозофији математике, о чему савремени математичари имају различита мишљења.

## Математичка логика
Математичка логика формализује поступке добијања сложених реченица од простих (исказа и предиката), утврђивање истинитосне вредности ових реченица у складу са правилима исправног логичког закључивања.
Математичка логика се дели на:
- исказни рачун
- предикатски рачун

## Примери

### Основне операције
- И (конјункција): означава се као x∧y или као x*y или као .
- ИЛИ (дисјункција): означава се као x∨y или као x+y или као .
- НЕ (негација): означава се као ¬x или као `x или као .

### Булова алгебра
Булова алгебра је део математичке логике - алгебарска структура која сажима основу логичких операција И, ИЛИ и НЕ као и скуп теоријских операција као што су унија, пресек и комплемент. Булова алгебра је добила назив по аутору, британском математичару Џорџу Булу из XIX века. Булова алгебра је, осим као део апстрактне алгебре, изузетно утицајна као математички темељ рачунарских наука.
За разлику од елементарне алгебре, у којој се користе бројеви од 0 до 9, у Буловој алгебри користе се само истините вредности, односно, тачно и нетачно. Ове вредности представљају се преко битова, тј. преко бројева 1 и 0. У Буловој алгебри ови битови се не понашају на уобичајен начин, односно, {\displaystyle 1+1} никада не може бити {\displaystyle 2}. Булова алгебра такође може да барата и функцијама. Вредности које се користе у овим функцијама морају бити из скупа {0, 1}. Непразан скуп B на којем су дефинисане две бинарне операције „V“ (збир, дисјункција, ИЛИ), "Λ" (производ, конјункција, И) и једна унарна операција "⌐" (негација, комплемент, НЕ) је Булова алгебра ако важе аксиоми:
- А1. Комутативност: за било која два елемента a,b ∈ B важи:

(a) a V b = b V a,
(b) a Λ b = b Λ a;
- А2. Асоцијативност: за било која три елемента a,b,c ∈ B важи:

(a) (a V b) V c = a V (b V c),
(b) (a Λ b) Λ c = a Λ (b Λ c);
- А3. Дистрибутивност: за било која три елемента a,b,c ∈ B важи:

(a) a V (b Λ c) = (a V b) Λ (a V c),
(b) a Λ (b V c) = (a Λ b) V (a Λ c);
- А4. Апсорптивност: за било која два елемента a,b ∈ B важи:

(a) a Λ (a V b) = a,
(b) a V (a Λ b) = a;

### Логичке грешке
Индуктивна логичка грешка (код тврдње)
- Премиса 1: Све европске мачке су питоме кућне мачке.
- Премиса 2: Фифи је европска мачка.
- Закључак: Фифи је питома кућна мачка.

Логичка грешка у дедукцији
- Премиса 1: Сиднеј се налази у Аустралији.
- Премиса 2: Сиднеј је највећи град у Аустралији.
- Закључак: Сиднеј је главни град Аустралије.

Индуктивна логичка грешка (у закључку)
- Премиса 1: У Херцеговини смо видели црну овцу.
- Закључак: Овце у Херцеговини су црне.

 (аргумент против човека, особе)
- Особа А износи тврдњу X
- Особа Б дискредитује особу А
- Дакле, тврдња X особе А није истинита.

Карактер, поступци, околности и сл. онога ко износи тврдњу у већини случајева немају везу са истинитошћу тврдње.
 (аргумент који се заснива на ауторитету)
- Особа А је (самозвани) ауторитет за проблем X.
- Особа А износи тврдњу Ц о проблему X.
- Дакле, тврдња Ц је истинита.

Логичка грешка настаје када особа није квалификована да износи поуздане тврдње.
 (аргумент који се заснива на општем веровању)
- Већина људи верује да је тврдња X истинита.
- Дакле, тврдња X је истинита.

Већина људи је у прошлости веровала да је планета Земља равна плоча.
 (логичка грешка у закључку из незнања)
- Не може се доказати да Бог не постоји, дакле, Он постоји.

Честа логичка грешка која има карактер софизма, али може бити и паралогичка грешка. Чини је логички (мисаоно) неутемељен скок од премисе ка закључку, скок мисли који није оправдан премисом, који није непосредно јасан као такав. Поједностављено речено - закључак не следи из премисе односно не постоји нужна веза између премисе и закључка. Пример:
- Ако наш непријатељ не жели да учини овај уступак, онда је то доказ да он не жели мир.

Паралогизам (од грчки: paralogizomai - погрешно рачунам), ненамеран, погрешан закључак; (грчки: paralogismós)
Софизам (од грчки: sóphizma - лукавштина, варање), лажни закључак, закључак којим се обмањује а који је наизглед правилан, темељи се на доказивању уз помоћ премиса које нису потпуне, смишљено мудро или лукаво, аргумент коректан по форми, али који садржи суптилну логичку грешку.
Логичка погрешка у закључку
- Звезде, планете, сателити и остала тела у свемиру су сферичног облика.
- Дакле, и свемир мора имати облик сфере.

Грешка композиције - свемир може бити бесконачан без обзира на облик тела
Грешка дивизије
- Филозофија ни до данас није успела да одговори на основна филозофска питања на дефинитиван начин. Дакле, ни Јирген Хабермас не може дати те одговоре.

Можда Хабермас може дати те одговоре али се остали филозофи не слажу са њим.